# Djamel Belmadi
Djamel Belmadi (arabul: جمال بلماضي) (Champigny-sur-Marne, 1976. március 27. –) francia születésű algériai labdarúgóedző, korábbi középpályás, a katari labdarúgó-válogatott szövetségi kapitánya.

## Pályafutása

### Klubcsapatokban
Franciaországban született, középpályásként játszott. A labdarúgó karrierje során olyan klubokban játszott, mint a Paris Saint-Germain, az FC Martigues, az Olympique de Marseille, az AS Cannes, a Celta Vigo, a Manchester City, az Al-Gharafa, az Al-Harítiját, a Southampton és a Valenciennes. A pályafutását 2009-ben fejezte be.

### A válogatottban
2000 és 2004 között 20-szor képviselte hazája válogatottját, a mérkőzéseken összesen 5 gólt szerzett.

### Edzőként
2010-ben kezdte el pedzői karrierjét. Ő vezette többek között a katari Lekhwiya klubot, majd 2014 és 2015 között a katari válogatottat. 2018-ban az algériai labdarúgó-válogatott edzője lett, amellyel 2019-ben megnyerte az afrikai nemzetek kupáját.

## Statisztika

### A válogatottban
| Válogatott | Év       | Mérk. | Gólok |
| ---------- | -------- | ----- | ----- |
| Algéria    | 2000     | 2     | 0     |
| Algéria    | 2001     | 6     | 2     |
| Algéria    | 2002     | 1     | 2     |
| Algéria    | 2003     | 3     | 1     |
| Algéria    | 2004     | 8     | 0     |
| Összesen   | Összesen | 20    | 5     |